# China Taipéi en los Juegos Olímpicos de Río de Janeiro 2016
China Taipéi confirmó su participación en los Juegos Olímpicos de 2016 en Río de Janeiro, Brasil, del 5 al 21 de agosto de 2016. El Comité Olímpico de China Taipéi enviará un total de 60 atletas a los Juegos para competir en 18 disciplinas deportivas.
El abanderado en la ceremonia de apertura será el jinete Isheau Wong.
China Taipéi es el nombre oficial con el que participan los equipos deportivos de la República de China, conocida comúnmente como Taiwán, en los Juegos Olímpicos y otros eventos deportivos como los Juegos Asiáticos.

## Atletas
La siguiente lista es la lista de todos los atletas  en los Juegos:
| Deporte       | Hombres | Mujeres | Total |
| ------------- | ------- | ------- | ----- |
| Tiro con arco | 3       | 3       | 6     |
| Atletismo     | 4       | 2       | 6     |
| Bádminton     | 3       | 1       | 4     |
| Boxeo         | 1       | 1       | 2     |
| Ciclismo      | 0       | 2       | 2     |
| Equitación    | 1       | 0       | 1     |
| Golf          | 2       | 2       | 4     |
| Gimnasia      | 1       | 0       | 1     |
| Halterofilia  | 3       | 4       | 7     |
| Judo          | 1       | 1       | 2     |
| Lucha         | 0       | 1       | 1     |
| Natación      | 1       | 1       | 2     |
| Remo          | 0       | 1       | 1     |
| Taekwondo     | 1       | 2       | 3     |
| Tenis         | 1       | 4       | 5     |
| Tenis de mesa | 3       | 3       | 6     |
| Tiro          | 1       | 3       | 4     |
| Vela          | 1       | 0       | 1     |
| Total         | 29      | 31      | 60    |

## Medallero
| Medalla           | Nombre                                  | Deporte       | Evento               | Fecha       |
| ----------------- | --------------------------------------- | ------------- | -------------------- | ----------- |
| Medalla de oro    | Hsu Shu-ching                           | Halterofilia  | –53 kg femenino      | 7 de agosto |
| Medalla de bronce | Tan Ya-Ting Lin Shih-Chia Le Chien-Ying | Tiro con arco | Femenino por equipos | 7 de agosto |
| Medalla de bronce | Kuo Hsing-chun                          | Halterofilia  | –58 kg femenino      | 8 de agosto |